# Все без ума от Мэри
«Все без ума от Мэри» (англ. There's Something About Mary; другое название «Кое-что о Мэри») — американская романтическая комедия режиссёров Бобби и Питера Фаррелли. Картина занимает 27-ю строчку в списке 100 самых смешных американских фильмов по версии Американского института киноискусства.

## Сюжет
Тэд не может забыть свою подростковую любовь по имени Мэри. Спустя 13 лет после позорно закончившегося свидания он решает найти Мэри и нанимает детектива Пэта Хили.
Пэт нашёл Мэри в Майами, но влюбившись в неё, врёт своему сопернику Тэду. Но не одни они без ума от Мэри. Разносчик пиццы Норман, втёршийся в доверие к Мэри в качестве архитектора на костылях, также испытывает к ней страсть.
Тэд узнаёт правду от своего старого школьного друга и отправляется в Майами и встречается с Мэри. Всё идёт отлично, пока из анонимного письма Мэри не узнаёт, что детектив Пэт следил за ней по заказу Тэда. Письмо написал друг Тэда Дом, который оказывается фанатично влюблённым в Мэри со студенческих времён. Ко всему прочему добавляется ещё и появившийся вновь бывший жених Мэри, звезда футбола Бретт Фавр.
В конце концов Тэд отказывается от своих планов завоевать Мэри. Он прощается с ней и уходит со слезами на глазах. Мэри догоняет его и сообщает ему, что счастливее всего она будет именно с ним.

## В ролях
- Камерон Диас — Мэри
- Бен Стиллер — Тэд
- Мэтт Диллон — частный детектив Пэт Хили
- Ли Эванс — Такер / Норман Фип
- Крис Эллиотт — Дом «Вуги» Вогановски
- У. Эрл Браун — Уоррен
- Лин Шэй — Магда
- Марки Пост — Шейла
- Кит Дэвид — Чарли
- Джеффри Тэмбор — Салли
- Сара Сильверман — Бренда
- Ханди Александер — Джоани
- Ричард Тайсон — детектив Крэвой
- Гарланд Уильямс — автостопщик, в титрах не указан
- Ричард Дженкинс — психиатр, в титрах не указан
- Бретт Фавр — в роли самого себя

В массовке участвовали друзья братьев Фаррелли, а в роли сокамерника Теда снялся отец Кэмерон Диас.

## Критика
Фильм получил положительные отзывы критиков. На агрегаторе рецензий Rotten Tomatoes рейтинг одобрения составляет 83% на основе 83 рецензий со средней оценкой 7, баллов из 10. Консенсус сайта гласит: «„Все без ума от Мэри“ доказывает, что безжалостный, беззастенчиво ребяческий юмор не обязательно идет в ущерб сердцу фильма».